# 釋惟覺
惟覺老和尚（1928年10月8日—2016年4月8日），俗姓劉，法名知安，法號惟覺，四川营山人，台灣佛教比丘。1963年依靈源長老門下出家，法脈源自禪宗臨濟宗虛雲一系。創建靈泉寺、中台佛教學院、普台國民小學、普台高級中學、中台世界博物館，以及中台禪寺海內外108間分院精舍。
惟覺老和尚所創的中台禪寺，與法鼓山、慈濟基金會、佛光山齊名，有台灣四大佛教教團之稱。

## 生平
惟覺老和尚生於1928年。1949年，隨中華民國國軍來到台灣，年21歲。在接觸佛教後，以專修禪宗為主，精勤念佛。1963年秋，於基隆十方大覺禪寺靈源長老座下出家，法名知安，法號惟覺。1964年，受具足戒，矢志苦行，自1970年初開始，於台北縣萬里鄉山中閉關苦修十餘年。
1982年，萬里山區產業道路開發後，到訪者增加，開始入世弘法。1987年，創建靈泉寺，並於靈泉寺現址修建玉佛殿，舉辦第一次禪七，參加僧俗弟子約二十多人。
1991年11月17日至1992年1月5日，於靈泉寺舉辦七期精進禪七，共49日。此後長期主持海內外禪七，迄今已達數百餘梯。在靈泉寺期間，除了禪七之外，也常應各界之邀請，開示佛法。每年的無遮法會、弘法大會 ，吸引成千上萬的社會人士前來聽聞佛法。其弟子在台灣各大都市設立七十餘家精舍，使社會大眾皆能就近學習佛法、禪修靜坐。1992年3月，靈泉寺即將落成之際，於台中德基關房閉關二個月。閉關圓滿時，將關中觀行所得，以〈梨花偶成〉詩四首，開示弟子修行的次第。
隨著皈依的四眾弟子人數驟增，決定籌建中台禪寺。於1992年7月30日，成立「中台禪寺籌建委員會」，開始籌建工作。於2001年9月1日正式落成啟用。落成後隨即舉辦「世界宗教文化交流研討會」  及傳授如來三壇大戒暨在家菩薩戒會 。隨後，並陸續舉辦海峽兩岸藝術文化交流研討會 、大陸佛教學術參訪團座談會 ，以及中台禪寺宗教藝術文化參訪團等交流活動。
2000年6月至12月，在中台禪寺落成前夕，於花蓮瑞穗關房再度閉關六個月。
2005年5月21日，卸任中台禪寺住持，交予弟子副住持見燈和尚 。
2016年4月8日，因骨髓再生功能退化引發併發症，於中台禪寺正念堂安詳示寂，享壽八十八歲，僧臘五十三秋，戒臘五十二夏，門弟子二千，入世弟子百萬。4月23日，舉辦追思讚頌法會，由副總統吳敦義代表總統馬英九頒發褒揚令，全文如下：

　　中台禪寺開山方丈惟覺老和尚，惇敏通朗，果毅堅卓。崢嶸歲月，追隨政府播遷來臺，嗣因緣發心禮佛，於基隆剃度皈依，潛跡閉關專修，闢建靈泉寺，安貧聞道，面壁功深；爰普設地方精舍，廣開禪修課程，移風易俗，淨化人心。先後籌建中台禪寺、創設中台佛教學院、興辦普台國高中小學、中台山博物館暨中台世界博物館，推動僧眾社會教育，形塑全人教育目標；極力弘揚四箴行佛法，揭櫫三環一體修行方針，允為信眾日常行持之圭臬，甘露法雨，沾溉薰沐；法傳經藏，慧炬燭照。平居厚實法門禪七，定期傳授三皈五戒；引領大專青年潛修，展現清涼自在宗風，契悟真理，明心見性。復開展兩岸互動參訪，落實宗教文化交流；迭赴海外弘法開示，踐履國際人道關懷，興仁郅善，民胞物與。曾獲內政部賑災重建及捐資有功宗教團體、好人好事代表表揚暨台北市服務學習楷模等殊譽，守約施博，覃恩廣溥。綜其生平，夙秉佛國弘化之志業，濟成淑世惠民之高澤，立教興學，慈心悲願；遺緒遐舉，奕世芳馨。遽聞嵩齡示寂，彌深軫悼，應予明令褒揚，用示政府篤念耆德之至意。

總　　　統　馬英九　　　　

行政院院長　張善政　　　　

釋惟覺靈體於該日下午起靈，護送至臺南白河大仙寺舉行荼毘大典，骨灰於晚間9時送回埔里地藏寶塔禪寺，並進行安座法會，寺方指出，在火化後的骨灰中發現少許不規則形狀的「舍利花」，每顆不超過一個指節大小，後亦將舍利供奉於地藏寶塔。

## 修行理念

### 推動三大教育
惟覺老和尚，深諳教化之重要，藉由僧眾教育、社會教育、學校教育三大領域，將佛法落實於各階層中，令大眾皆能獲得佛法薰陶，以達安定人心之效。

#### 僧眾教育
1993年5月2日，創辦中台佛教學院 ，培育僧才，成就法門龍象。並親擬「教理、福德、禪定」三環一體教育旨綱，在學院中深入經藏，解行並重，培育出「外現聲聞身，內密無上印，身行菩薩道，廣度諸有情」的菩薩僧才，荷擔如來家業。佛教學院所培育的僧才，或於中台禪寺各分院精舍弘揚佛法，或於常住執事，或於佛學院致力於僧伽教育，秉持菩薩之願行，學以致用，廣行六度弘法利生。

#### 社會教育
1992年4月，於台北市成立第一家普光精舍，之後於各地普設精舍。精舍中定期舉辦各級禪修課程、法會共修，乃至舉辦公益活動、社區服務、成立助念團等，達到弘揚佛法，安定社會的功用。至 2008年止，中台禪寺於海內外設立精舍分院達一百零八家，遍佈美國、澳洲、義大利、奧地利、日本、香港、泰國、菲律賓等地 。

#### 學校教育
為弘揚佛陀「覺的教育」，讓下一代擁有最好的學習環境，創辦了普台國民小學、普台高級中學暨附設國中部。普台教育創辦之初，惟覺老和尚親自擘畫「國小、國中、高中 ――三學一貫」的教育理念，以及「對上以敬、對下以慈、對人以和、對事以真」的校訓，以「長程教育、永續經營、教學成果、走向國際」為校政旨綱，提供優質的學習環境，以培養才德兼備的社會棟樑，樹立教育新典範，開創宏大的教育願景。 2004年，普台國小正式開學；2006 年，國中部招收一年級學生； 2009年8 月，普台高中也落成開學 ，在「中學為體、佛法為根、世學為用」十二年一貫的全人教育下，實現以教育安定社會、淨化人心的目標。

### 創建中台山博物館
為推動「佛法藝術化」的理念，成立「財團法人中台文化藝術基金會」，創辦 中台山博物館 （页面存档备份，存于），於 2009年10 月3日落成開館。除了展示館藏文物之外，中台山博物館亦與友館進行多次交流，如展出浙江省博物館所藏雷峰塔遺址出土文物及浙江省各博物館所藏之阿育王塔，以及西安碑林博物館致贈之歷代名碑拓本等。期透過佛教文物作為歷史見證，讓有緣大眾領略佛教文化的博大精深，實現淨化人心、安定社會的利生本懷。

### 創建中台世界博物館
千古文物無言說法，啟迪人心，不但是佛法傳承的歷史見證，更是移風化俗、淨化心靈的妙方。本寺在開山祖師惟覺安公老和尚的悲願帶領下，致力於保存傳統中華文化及佛法藝術化的推動，歷二十餘載。民國九十八年，中台山博物館正式落成啟用，舉辦多次特展及兩岸文化交流活動，獲得學界、教界與十方信眾廣大的回響。
九十九年，西安碑林博物館贈予本寺一千二百七十三種碑拓，包含名家書藝刻石、儒家典籍石經、佛教寺碑、祖師碑記、祠廟家訓碑、墓誌銘、線刻圖畫等。為了將寺藏精選佛教造像碑及「千年一拓」的西安碑林珍貴拓本完整展出，永充供養，於民國一百零五年八月十三日圓滿落成啟用。

### 海外弘法
- 1993年12月23日赴加拿大弘法[20]，於12月26日至1994年1月2日在加拿大潘桃市（Pentincton）主持禪七；1月3日於溫哥華開示「禪的利益與習禪方法」。4月13日，紐約皇后區法拉盛的台灣會館開示「禪與現代人生」[21]。
- 1994年，於美國加州大學爾灣分校舉辦弘法大會[22]，開示「禪與現代人生」。後於Cal Poly大學舉行禪一。11月20日至11月26日於紐約莊嚴寺主持禪七[23]。
- 1998年，赴美國德州休士頓弘法，於德州菩提精舍開示「禪與淨」 [24]。
- 2004年，赴美弘法[25]，主持休士頓分院普德精舍、矽谷分院太谷精舍灑淨暨佛像陞座大典。
- 2010年，赴美弘法[26]，於舊金山矽谷分院太谷精舍、德州休士頓分院普德精舍開示、於佛門寺傳授八關齋戒、為位於休士頓的中台禪寺世界禪修中心第一期工程德州寶塔禪寺主持落成大典，以及為洛杉磯分院中洲禪寺主持落成開光灑淨法會。

### 推動兩岸交流
- 2001年4月2日至10日，組成「中台禪寺宗教藝術文化參訪團」[27]至四川成都，進行宗教文化參訪交流。提出「兩岸未通，宗教先通；宗教未通，佛教先通；佛教未通，中台先通。」揭開兩岸宗教文化交流的序幕。此後，無論是藝術、宗教、學術、文化等方面，都有良好而友善的互動交流。
- 2002年，親赴陝西省扶風縣法門寺恭迎佛指舍利蒞台，於中台禪寺供奉長達十天，聯合南投縣各界舉辦「迎奉佛指舍利祈福大法會」[28]。
- 2006年，惟覺老和尚為倡議發起首屆世界佛教論壇的八位佛教高僧之一[29]，並親赴杭州參與大會，於大會上作「和諧世界，從心開始」[30]的主題發言。應四川大學邀請演講，並受聘為名譽教授[31]。4月15日，惟覺老和尚與靈隱寺方丈木魚長老於靈隱寺簽字結盟為「同源禪寺」[32]。
- 2009年，應邀參加第二屆世界佛教論壇，並作「和諧世界，眾緣和合」[33]之主題發言。
- 2012年，應邀參加第三屆世界佛教論壇，並作「和諧世界，同願同行」[34]之主題發言。

## 弘法理念

### 佛法五化
──新時代的弘法方向
2000年，創辦中國世紀佛教協進會 ，在會中的專題演講「新世紀的責任與展望」中，倡導以佛法的五化運動。
　　面對二十一世紀多元的現代社會，佛法在新時代的脈動中，也必須以更多元的方式展現，方能應機施教。因此，　上惟下覺大和尚提出「佛法五化」──學術化、教育化、藝術化、科學化、生活化為弘揚佛法的方向，呈現出佛法的豐富層面，以接引更多現代人修行學佛。期望將佛法藉由學術、科學、教育、藝術、生活表現，使大眾從不同角度，認識佛法，契入真理，開啟人人自性中的慈悲與智慧。

### 中台四箴行－
──實踐佛法的具體準則
對上以敬、對下以慈、對人以和、對事以真
　　微妙高深的禪法，不離行住坐臥的踐履，為落實佛法生活化，　上惟下覺大和尚特為四眾弟子開出「中台四箴行」作為日常行持之圭臬。以「敬」來去除我慢習氣；以「慈」來去除自己的瞋恚心；以「和」來除去粗暴心，化解暴戾之氣；以「真」來去除虛偽。真正落實四箴行，不僅利己利他，修行也必定能有所成就。

### 禪門宗風

#### 精進禪七
為使禪門心法普利群生，自 1987年於靈泉寺舉辦精進禪七起，以深入淺出的方式傳授心法，大振法錫，帶動社會大眾禪修的風氣。自中台禪寺落成後，每年為僧俗二眾主持八至十梯次精進禪七，參加的學人徧及各階層，包括出家僧眾、教育界、企業界、司法界、建築界、醫療界、大專青年、一般社會大眾，更有遠從海外各地的國外人士，不遠千里來台參與禪七，迄今舉辦過的禪七已達數百餘梯。從初次的二十多人禪七，到近年每梯次千人的禪七，至今已有三萬多人次透過精進七日禪修，洗滌煩惱塵垢，進而定心、淨心、明心，尋回生命的活水源頭，找到自己安身立命的所在。

#### 兒童禪修營
1993年，應台北市教育局之邀，在靈泉寺為七十多位國小學童舉辦禪修營 。及至今日，每年暑假的小星辰兒童禪修營，每梯次都吸引上千名孩童及大專青年參加。

#### 大專青年禪修營
1994年，創立「中華民國大專青年禪學會」 ，定期舉辦大專青年禪修活動，每年專為大專青年舉辦星燈營，引領大專青年體驗清涼自在的禪風。

#### 禪修課程及活動
指導中台禪寺各分院精舍禪修班教材，擬定初級、中級、高級禪修教本，於精舍禪修班課程中教導社會大眾禪修及佛法正確知見，精舍學員除了每年固定的禪七用功，更有不定期的半日禪、一日禪共修，以及中台禪寺終年不斷的「中台一支香」，期透過種種禪修教育，令大眾皆能契自心源，明心見性，見性成佛。

## 爭議及外部事件

### 2000年選舉
2000年2月27日，時任台灣總統李登輝到中台禪寺在桃園巨蛋體育場舉行的「中國世紀佛教協進會」成立大會，頒贈了「護國護教」匾額給同時也是佛教協會第一任理事長惟覺老和尚。中台禪寺的惟覺老和尚則是早於大會之前，就已表態支持國民黨總統候選人連戰並期待信眾一體挺連，惟覺在李登輝談話過程中，每逢提到連戰的優點就立刻帶頭鼓掌。
2000年3月，惟覺老和尚帶領弟子沿街托缽，身穿連蕭的競選背心，公開替中國國民黨連戰拉票；稱如果民進黨陳水扁當選總統，台灣將「血流成河」。

### 2004年選舉
2004年3月09號，中台禪寺舉行消災祈福法會，連戰、宋楚瑜以總統候選人身分前往拈香祈福，惟覺老和尚在法會上公開支持連宋，並批評扁政府四年來「沒有政績」，國內族群分化、治安敗壞、經濟不振，更指公投是「違法亂紀」，並且要大家拒領公投票，信眾高喊當選加油聲不絕於耳，莊嚴神聖的法會會場頓時成為造勢會場。陳呂競選總部事後則是表示遺憾，認為在佛門清淨地高喊連宋凍蒜並不恰當，宗教與政治應保持適當距離，「同樣的熱情應該去傳遞佛陀的智慧」。
惟覺老和尚在選舉造勢輔選國民黨連戰、宋楚瑜時，公開痛批「陳水扁政府的宗教法若過關，宗教人士早就『人頭落地』，如果死之前不吭兩句，『我死都不瞑目』」。
對於惟覺老和尚點名批評民進黨立委邱太三推動「宗教法」，邱太三則用「無知」回敬惟覺對宗教法的批評。原因在於惟覺老和尚痛罵的「條文」，卻幾乎都已經被擱置或刪除，尤其是要寺廟繳稅、主管機關派任住持的說法，經過查證沒有一個版本這樣主張，就連邱太三提出的「宗教人士犯罪加重其刑」，也已經在政黨協商中放棄。

### 2008年選舉
2008年3月22日，南投縣埔里鎮「中台禪寺」惟覺老和尚，率領三百多名僧眾「投票部隊」到埔里鎮一新里投開票所投票，並配合國民黨的選戰，全體只投總統票拒領公投票，以表態支持國民黨。

### 2009年
中台禪寺副住持見允法師表示，提告是她個人的權利，寺方會委託法律顧問進一步處理，並強調這純屬地主「個人」的開發行為，自然與寺方無關。2009年的南投縣長李朝卿則重申，縣府也在調查有無違規開發等行為，因此對其提告不再予以回應。

### 2012年選舉
2011年8月13日，馬英九出席南投縣埔里鎮「中台禪寺」落成十週年法會，惟覺老和尚以太陽形容馬英九，讚他是台灣「最好」、「最慈悲」的總統。同時也大讚馬英九舉債發放「消費券」有如天降甘霖，還說馬的政策讓兩岸和諧穩定，八八水災後深入災區「同體大悲」，愛心不分種族黨派，照向高山平原及幽谷。
2012年1月1日，南投縣埔里鎮中台禪寺舉辦「兩岸和平」祈福法會，來自全國各地萬名信眾施放五彩繽紛汽球，熱鬧非凡。南投縣長李朝卿在致詞時比「二」強調馬吳當選是兩岸和平的關鍵，惟覺老和尚也肯定馬執政讓國家「穩定不動盪」。
2012年1月3日，親民黨副總統候選人林瑞雄到中台禪寺拈香禮佛，但開山方丈惟覺老和尚、住持見燈和尚均「不在寺內」，由副住持見尊法師、見允法師接待。林瑞雄原希望惟覺老和尚能為他的田黃石佛像加持，二人無法見面只好做罷。見允法師則安慰他誠心、恭敬心就是最大的加持，林瑞雄則說是自己的「誠意不足」。
2012年2月12日，總統馬英九與副總統當選人吳敦義聯袂拜會中台禪寺惟覺老和尚，受到惟覺盛讚是「最好」的總統、副總統。惟覺老和尚也特別讚揚總統夫人周美青，是「最好」的第一夫人，「了解民間疾苦，樸實勤勞，會犧牲自己成全大眾」，真正是第一夫人的典範，「不像過去的第一夫人『珠光寶氣』」。

## 著作
- 《見性成佛》惟覺安公老和尚開示錄　出版者：財團法人中台山佛教基金會
- 《禪心世界（一）》惟覺安公老和尚開示錄　出版者：財團法人中台山佛教基金會
- 《惟覺法語》　出版者：財團法人中台山佛教基金會
- 《佛說八大人覺經》惟覺安公老和尚經典開示錄　出版發行：文心文化事業股份有限公司